# Joseph Le Bon
Pour les articles homonymes, voir Le Bon.
Guislain-François-Joseph Le Bon, né à Arras (Pas-de-Calais) le 25 septembre 1765, mort guillotiné le 24 vendémiaire an IV (16 octobre 1795) à Amiens (Somme), est un homme politique de la Révolution française.

## Enfance et formation
Fils d'un sergent de ville de l'échevinage d'Arras, il appartient à une famille de neuf enfants aux limites de la pauvreté. Élève chez les oratoriens d'Arras, puis de Juilly, il se destine à l'état ecclésiastique sans trop de conviction et part faire son noviciat à Paris en 1783. Entré dans la congrégation de l'Oratoire en 1784, il est nommé au collège de Beaune, où il s'avère un excellent professeur de rhétorique. Ses compagnons le surnomment le « Bien-nommé ». En décembre 1789, Talleyrand, évêque d'Autun, l'ordonne prêtre,.
Ses élèves s'étant échappés, le 5 mai 1790, pour assister à la fête de la Fédération à Dijon, Le Bon est blâmé par ses supérieurs ; il court en voiture après ses élèves, les ramène au collège, mais, à ce moment, déchire ses habits et déclare qu'il quitte la congrégation. Quand il revient sur ce coup de colère, le lendemain, on refuse de le reprendre,.
Il se retire à Ciel, près de Beauvais, chez le père d'un de ses élèves. Là, il reçoit, le 8 juin 1791, la nouvelle de sa nomination comme curé constitutionnel de Neuville-Vitasse (Pas-de-Calais) et du Vernois, près de Beaune. Il opte d'abord pour Le Vernois, mais, apprenant que sa mère est devenue folle à la nouvelle qu'il a prêté le serment constitutionnel, il accepte Neuville-Vitasse, pour se rapprocher de sa famille,.

## Débuts en politique
La monarchie prend fin à la suite de la journée du 10 août 1792 : les bataillons de fédérés bretons et marseillais aidés des habitants des faubourgs de Paris prennent d'assaut le palais des Tuileries et le roi et sa famille sont incarcérés à la tour du Temple. 
En septembre, Joseph Le Bon est élu député suppléant du département du Nord, le deuxième sur cinq, à la Convention nationale.
Il fait arrêter et chasser d'Arras les commissaires de la Commune de Paris envoyés pour expliquer et justifier les décisions prises à partir du 10 août, et Guffroy le signale comme suspect de modérantisme. Ses concitoyens marquent la confiance qu'il leur inspire en le nommant procureur-syndic du département le 20 octobre. Toutefois, l'assemblée départementale, réticente devant son abjuration, l'évince bientôt de cette dernière charge. En décembre, un nouveau conseil général est élu à Arras, dirigé par Nicolas François Hacot. Le Bon quitte alors sa fonction de maire pour celle de membre du Directoire. Le 5 novembre 1792, il se marie avec sa cousine germaine, Élisabeth Regniez, de Saint-Pol-sur-Ternoise,.
Un temps proche, durant l'automne et l'hiver 1792-1793, des vues des Girondins, avec lesquels il partage l'opposition au procès de Louis XVI et le rejet de Marat, il salue leur chute lors des journées du 31 mai et du 2 juin 1793,.
Le 1er juillet 1793, il est admis à siéger à la Convention, en remplacement de Magniez, et siège avec la Montagne. Envoyé une première fois en mission dans la Somme et l'Oise le 9 août 1793 (8 brumaire an II-22 messidor an II), avec André Dumont, il lutte contre les accapareurs pour assurer l'approvisionnement des armées. De retour à Paris, il est élu, le 14 septembre, au Comité de sûreté générale, où il est, avec Le Bas, l'un des fidèles de Robespierre. Bernard de Saintes le dénonce comme fédéraliste, pour avoir défendu, contre ce représentant, en mission dans la Côte-d'Or, les membres du conseil général de la commune de Beaune,.
Il refuse une mission dans l'Orne, à cause de la santé de sa femme. Le 29 octobre, il est envoyé dans le Pas-de-Calais, où il s'oppose aux tentatives des sans-culottes d'inspiration hébertiste, lutte contre l'accaparement, organise les réquisitions frumentaires et pourchasse prêtres réfractaires et déserteurs. Toutefois, il se montre assez modéré pour que Guffroy l'accuse de tiédeur et le présente à la Convention comme le protecteur des contre-révolutionnaires. Le 6 mars 1794, le Comité de salut public le rappelle, avant de le renvoyer, avec les mêmes pouvoirs, dans le même département,.

## Un administrateur zélé en 1794

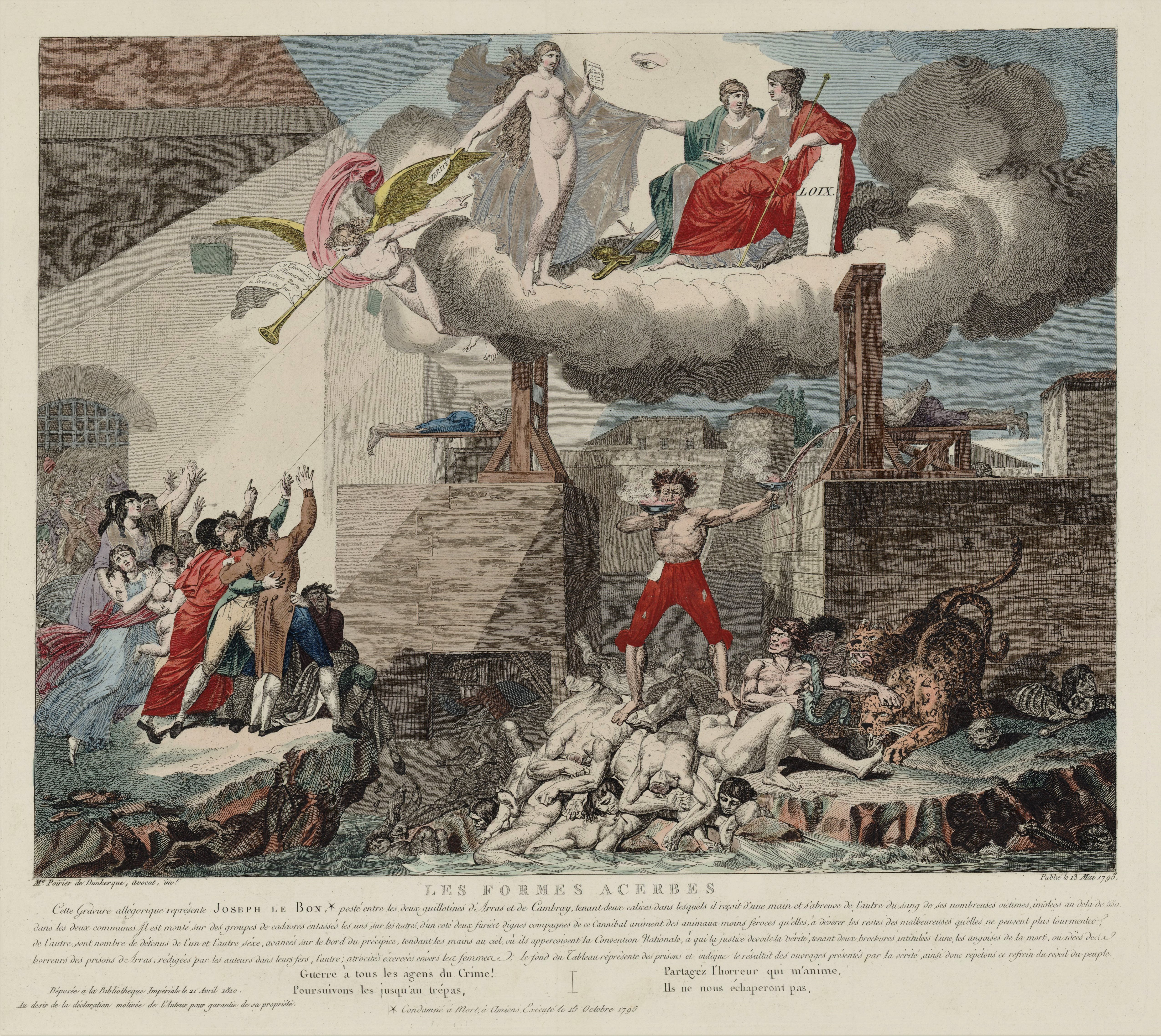
Les formes acerbes, gravure représentant Joseph Le Bon buvant une coupe de sang sur une pile de cadavres, entre les guillotines d'Arras et de Cambrai.

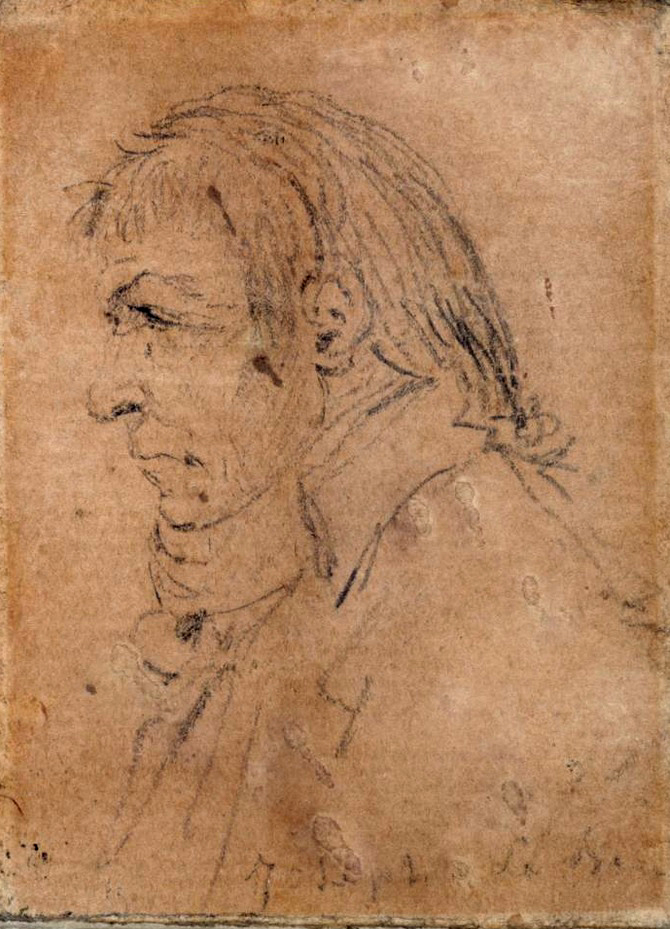
Joseph Le Bon, croquis dessiné par Georges-François-Marie Gabriel, Paris, musée Carnavalet, fin du XVIIIe siècle.

Emporté par la fièvre révolutionnaire, alors que l'ennemi est à quelques lieues d'Arras, il se met à sévir contre les royalistes et applique avec la dernière rigueur les mesures nationales : loi des suspects, taxation du maximum, réorganisation du comité de surveillance d'Arras. En février 1794, il obtient l'institutionnalisation du tribunal révolutionnaire, qui siège à Arras puis à Cambrai jusqu'au 10 juillet ; il veille personnellement à la composition des jurys et intervient lors de procès,.
Guffroy le dénonce à nouveau, comme révolutionnaire exagéré, cette fois, mais l'absence de probité de l'accusateur empêche à sa démarche d'obtenir l'écho suffisant à Paris. À l'origine de ces accusations, on trouve l'accusateur public d'Arras, Demuliez, qui, soupçonné par Le Bon d'intelligences secrètes avec la Contre-révolution, arrêté et conduit à Paris, appelle à lui son ami Guffroy, à qui il dépeint l'envoyé en mission d'Arras comme un monstre. Guffroy rédige alors une brochure intitulée : Les Secrets de Joseph le Bon et de ses complices, deuxième censure républicaine, ou Lettre d'A.-B.-J. Guffroy, Représentant du Peuple, Député à la Convention, par le Département du Pas-de-Calais, à la Convention Nationale et à l'Opinion publique. Pièces justificatives, où il reprend les calomnies de Demuliez,.
Toutefois, quand Guffroy porte à la tribune ses attaques contre Le Bon, le 25 juillet 1794, l'affaire est renvoyée à l'examen du Comité de salut public, et Barère, dans un rapport présenté quelques jours après, rejette la dénonciation. D'autant que Le Bon s'est distingué par sa conduite énergique face aux Autrichiens, qui menaçaient Cambrai. Appelé dans cette ville par Saint-Just et Le Bas, Le Bon a ranimé les courages et préparé la victoire de Fleurus. Au terme de la Terreur, on a pu dénombrer plus de 1 000 détenus et plus de 300 personnes condamnées dans le Pas-de-Calais,.

## Dénonciation et condamnation

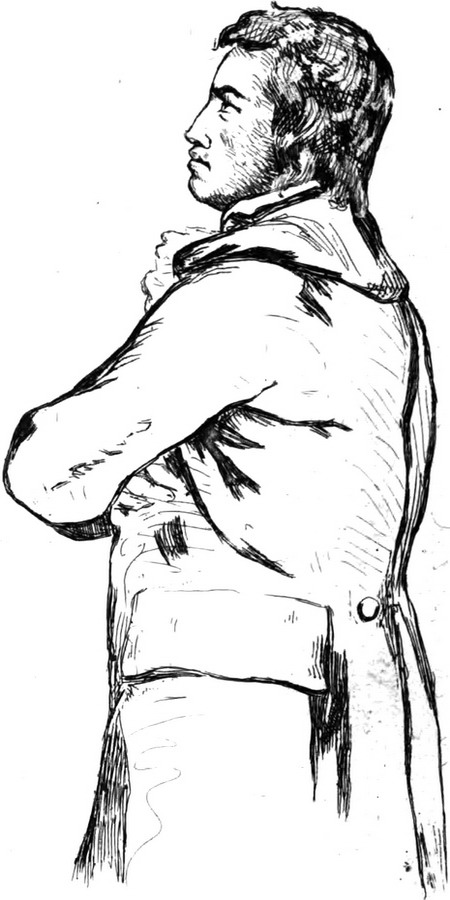
Joseph Le Bon, d'après un croquis de Jeanron, XIXe siècle.

Le 10 thermidor (le 28 juillet), le lendemain de la chute de Robespierre, le Comité de Salut public rappelle Le Bon à la Convention. 
Le 15 thermidor (2 août), Le Bon est de nouveau dénoncée à la Convention par deux citoyens de la commune de Cambrai. Sur motion des députés Jean-Baptiste Clauzel (député de l'Ariège) et André Dumont (député de la Somme), Le Bon est décrété d'arrestation. 
Le 18 floréal an III (le 7 mai 1795), la Convention nationale élit une Commission des Vingt-et-Un chargée d'examiner la conduite de Le Bon. Ces membres sont :
1. Claude Siblot (député de Haute-Saône)
2. Henri Karcher (député de Moselle)
3. Frédéric Christiani (député du Bas-Rhin)
4. Charles Lambert (député de la Côte-d'Or)
5. Louis Jorrand (député de la Creuse)
6. Jean-Baptiste Quirot (député du Doubs)
7. Jean-Baptiste-Joseph Claverye (député du Lot-et-Garonne)
8. Jacques-Antoine Rabaut-Pommier (député du Gard)
9. Anthelme Marin (député du Mont-Blanc)
10. Pardoux Bordas (député de la Haute-Vienne)
11. Claude-Louis Réguis (député des Basses-Alpes)
12. Antoine Lémane (député du Mont-Terrible)
13. Charles-François Dubusc (député de l'Eure)
14. Didier Thirion (député de Moselle)
15. Jean-Pierre-Félix Roux (député de l'Aveyron)
16. Étienne Finot (député de l'Yonne)
17. Jean-Marie Arrighi (député de Corse)
18. Antoine-Marie Girard (député de l'Aude)
19. Marie-François Moreau (député de Saône-et-Loire)
20. Jean-Baptiste Michaud (député du Doubs)
21. Emmanuel-Pierre Le Tourneur (député de la Sarthe)

Le 1er messidor (le 19 juin), Quirot, présente le rapport de la Commission qui dresse quatre chefs d'inculpation contre Le Bon et qui conclue à sa mise en accusation. 
Admis à la barre pour se justifier, Le Bon réclame trois paniers de papiers qui ont été enlevés de son domicile et dont ses ennemis se sont emparés. Après plusieurs semaines consacrées à entendre sa défense, comme la procédure traîne en longueur, il est décidé que Quirot lira son rapport article par article et que l'accusé y répondra dans le même ordre. Le Bon nie la plupart des faits qu'on lui reproche, en atténue d'autres. Sa défense est surtout centrée sur le fait qu'il n'a fait qu'exécuter les décrets de la Convention. Pour le quatrième chef d'accusation (vols et dilapidations), l'Assemblée refuse d'entendre la suite du rapport, déclarant que Le Bon s'est pleinement justifié à cet égard,.

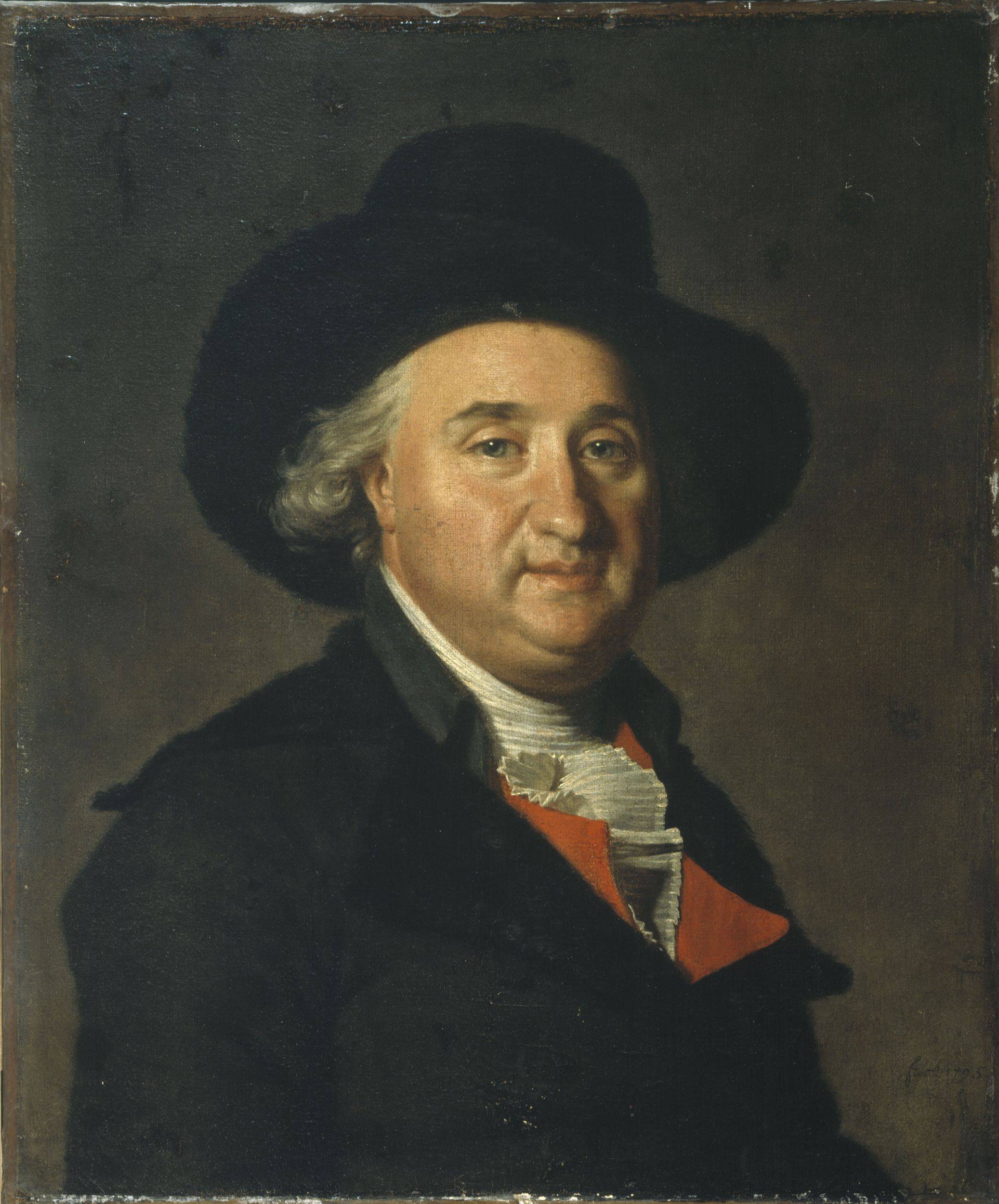
Portrait présumé de Joseph Lebon, anonyme (1795). Musée Carnavalet, Paris.

Il n'en est pas moins traduit devant le tribunal criminel d'Amiens. Pendant ses quatorze mois de détention, il écrit à sa femme une série de lettres qui ont été recueillies et éditées en 1815 par Émile Le Bon, leur fils, juge d'instruction à Chalon-sur-Saône. On y trouve ce passage : « Ô mon amie, ne dis plus que je vais mourir, je vais commencer une nouvelle vie dans tous les cœurs dévoués à la République. » Condamné à mort le 11 octobre 1795 pour abus de pouvoir pendant sa mission, il est exécuté à Amiens le 24 vendémiaire an IV (16 octobre 1795). Le tribunal criminel a jugé sans appel, en fonction de la loi du 12 prairial. Vainement, Le Bon demande-t-il à bénéficier de la nouvelle constitution et à se pourvoir en cassation ; la Convention passe à l'ordre du jour,.
Pendant plus d'un siècle, l'image de Joseph Le Bon a donné lieu à un véritable conflit idéologique, marquée par des débats politiques au niveau local. Tandis que la droite l'identifiait à un proconsul sanguinaire, pour la gauche, il incarnait une République qui distribuait le pain bon marché et des fonctions politiques aux militants modestes.

## Écrits de Joseph Le Bon
- Lettres confidentielles de Joseph Lebon écrites pendant ses missions à Arras et Cambrai, en l’an IIe, S. l., s. n., s. d., 13 p.
- Joseph Lebon à la Convention nationale : Lettres justificatives, Paris, Impr. nationale. — Ces Lettres ont été rééd. par Louis Jacob dans : La Défense du conventionnel Joseph Le Bon présentée par lui-même (voir plus bas). Détail de la série complète :
  - Lettres... : nos  I [et II], prairial an iii 1795, 13 p. (lire en ligne) ;
  - Lettres... : no  III, prairial an iii 1795, 10 p. (lire en ligne) ;
  - Lettres... : nos  IV [et V], messidor an iii 1795, 10 p. (lire en ligne) ;
  - Lettres... : no  VI, messidor an iii 1795, 16 p. (lire en ligne) ;
  - Lettres... : nos  VII [à XI], messidor an iii 1795, 23 p. (lire en ligne) ;
  - Lettres... : no  XII, messidor an iii 1795, 6 p. (lire en ligne) ;
  - Lettres... : no  XIII et dernier, messidor an iii 1795, 3 p. (lire en ligne) ;
  - Supplément aux Lettres justificatives, messidor an iii 1795, 16 p. (lire en ligne).
- Lettres de Joseph Le Bon à sa femme, pendant les quatorze mois de prison qui ont précédé sa mort (préf. par son fils Émile Le Bon), Chalon-sur-Saône, Impr. J. Dejussieu, 1845, 270 p. (lire en ligne).
- Quelques lettres de Joseph Le Bon, antérieures à sa carrière politique (1788-1791) (publ. par son fils Émile Lebon), Chalon-sur-Saône, Impr. J. Dejussieu, 1853, 50 p. (lire en ligne).
- Joseph Le Bon et Louis Jacob, La Défense du conventionnel Joseph Le Bon présentée par lui-même (thèse complémentaire), Paris, Mellottée, 1934, 134 p. (lire en ligne). — Réunit : Lettres publiques de Joseph Le Bon pendant sa détention et Lettres justificatives de Joseph Le Bon à la Convention nationale.

## Sources
- Adolphe Robert, Gaston Cougny, Dictionnaire des parlementaires français de 1789 à 1889, t. 4, Paris, Edgar Bourloton, 1889-1891 (lire en ligne), p. 13-14.
- François Wartelle et Albert Soboul (dir.), Dictionnaire historique de la Révolution française, Paris, Presses universitaires de France, coll. « Quadrige », 2005, « Le Bon Joseph », p. 656.

### Bibliographie

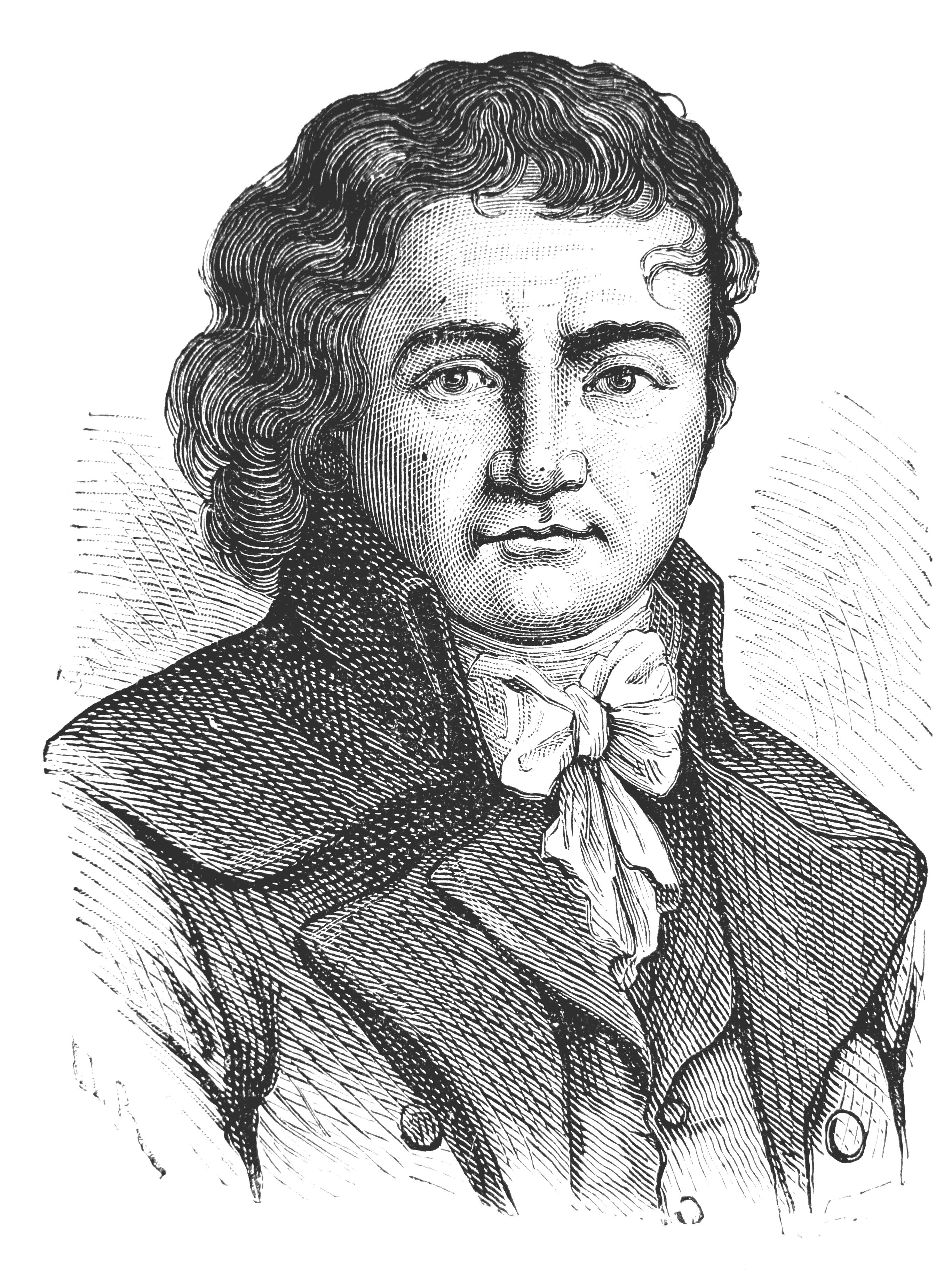
Joseph Le Bon, gravure d'E. Thomas d'après un dessin d'H. Rousseau, publiée dans l’Album du centenaire. Grands hommes et grands faits de la Révolution française (1789-1804), Paris, 1889.

### Iconographie
- L'Huitre d'honneur d'Arras gobbée : ici git, Dieu merci ! pour ne plus revenir l'horreur des tems présents, et des tems à venir qui nommera Le Bon ce monstre de notre age, de tous les attentats nommera l'assemblage, eau-forte anonyme, Paris (?), vers 1795, 23 x 19 cm, extraite de Louis Marie Prudhomme, Histoire générale et impartiale des erreurs, des fautes et des crimes commis pendant la Révolution française, Paris, 1797.
- Joseph Le Bon : né à Arras en 1765, député du dép.t du Pas de Calais à la Conv. nat.le condamné à mort et décapité, estampe de François Bonneville, Paris, 1796, 19 x 12,5 cm.
- Les Formes acerbes, eau-forte de Poirier de Dunckerque, Paris, publiée le 24 floréal an IV (13 mai 1796), 34 x 38 cm.
- F. Lebon apostrophe un individu qui allait être guillotiné à Arras, eau-forte, Paris, 1797, 17,5 x 22 cm, extraite de Louis Marie Prudhomme, Histoire générale et impartiale des erreurs, des fautes et des crimes commis pendant la Révolution française, Paris, 1797.